# Cerkev sv. Vida, Šentvid pri Stični
Cerkev sv. Vida je župnijska cerkev župnije Šentvid pri Stični, ki stoji na manjšem hribu sredi naselja Šentvid pri Stični.

## Opis
Župnijska cerkev sv. Vida v Šentvidu pri Stični se prvič omenja leta 1136, v povezavi z darovnico stiškemu samostanu. Stoji na manjši vzpetini na severnem robu starega trga naselja Šentvid pri Stični. Na staro romansko arhitekturo danes spominjata samo še severna in južna ladja, preostanek pa so zabrisali kasnejši gradbeni posegi v arhitekturo cerkve. Tako so cerkev v 17. stoletju barokizirali. leta 1625 so ji povečali ladjo do prej prostostoječega zvonika in jo obokali. Istega leta je cerkev dobila tudi nov glavni oltar, v vhodni lopi pa so namestili romanski monolitni steber s kapitelom, ki je bil sicer pripeljan iz Stične. Nazadnje so proti koncu 17. stoletja ladji prizidali še prezbiterij in zakristijo. Ob tem so zakristiji dodali oratorij, notranjost ladje pa razgibali z venčnim zidom in pilastri. Po koncu vseh del je cerkev posvetil ljubljanski škof Mihael Brigido, leta 1795.
Današnji glavni oltar, ki je posvečen sv. Vidu, je narejen v 18. stoletju. Menza, tron in zgornji del tabernaklja je izdelal Janez Vurnik. Poleg glavnega oltarja sta v cerkvi še dva stranska oltarja. Južni oltar je posvečen sv. Jožefu, severni pa Materi Božji. Orgle s konca 18. stoletja v cerkvi so delo delavnice Mayer.